# Liste der Gebietsänderungen in Sachsen 2017
Die Liste der Gebietsänderungen in Sachsen 2017 enthält Änderungen an Gemeindegebieten des Freistaats Sachsen in der Zeit vom 1. Januar 2017 bis zum 31. Dezember 2017. Dazu zählen unter anderem Zusammenschlüsse und Trennungen von Gemeinden, Eingliederungen von Gemeinden in eine andere, Änderungen des Gemeindenamens und Umgliederungen von Teilen einer Gemeinde in eine andere.

In Sachsen kam es im Jahr 2017 zu sieben Gemeindegebietsänderungen, davon vier Eingliederungen, eine Namensänderung von Gemeinden und zwei Umgliederungen von Gebietsteilen. Alle damals entstandenen Gemeinden existieren noch heute.

## Legende
- Datum: juristisches Wirkungsdatum der Gebietsänderung
- Gemeinde vor der Änderung: Gemeinde vor der Gebietsänderung
- Gebietsänderung: Art der Gebietsänderung
- Gemeinde nach der Änderung: Gemeinde nach der Gebietsänderung
- Landkreis: Landkreis der Gemeinde nach der Gebietsänderung
- OT: Ortsteil

Die Sortierung erfolgt chronologisch: Datum, kreisfreie Städte, Landkreise, aufnehmende oder neu gebildete Gemeinde. Heute noch bestehende Gemeinden sind farbig unterlegt.

## Liste der Gebietsänderungen
| Datum      | Gemeinde vor Änderung | Gebietsänderung    | Gemeinde nach Änderung | Landkreis       |
| ---------- | --- | ------------------ | ---------------------- | --------------- |
| 01.01.2017 | Pfaffroda mit Dittmannsdorf, Dörnthal, Hallbach, Haselbach, Hutha, Schönfeld                                                      | Eingliederung nach | Olbernhau              | Erzgebirgskreis |
| 01.01.2017 | Reuth mit Dehles, Mißlareuth, Reinhardtswalde, Schönlind, Thossen, Tobertitz                                                      | Eingliederung nach | Weischlitz             | Vogtlandkreis   |
| 01.01.2017 | Bretnig-Hauswalde mit Bretnig, Hauswalde                                                                                          | Eingliederung nach | Großröhrsdorf          | Bautzen         |
| 01.07.2017 | Narsdorf mit Bruchheim, Dölitzsch, Kolka, Narsdorf, Niederpickenhain, Oberpickenhain, Ossa, Rathendorf, Seifersdorf und Wenigossa | Eingliederung nach | Geithain               | Leipzig         |
| 14.07.2017 | Krauschwitz | Namensänderung zu  | Krauschwitz i.d. O.L.  | Görlitz         |
| 18.08.2017 | Hoyerswerda 8,5711 Hektar | Umgliederung nach  | Bernsdorf              | Bautzen         |
| 01.12.2017 | Weinböhla 0,2539 Hektar | Umgliederung nach  | Moritzburg             | Meißen          |

## Quelle
- Statistisches Landesamt Sachsen: Gebietsänderungen ab 1. Januar 2010 bis 31. Dezember 2019 (XLSX-Datei; 90 kB)